# 청량리역 롯데캐슬 SKY-L65
청량리역 롯데캐슬 SKY-L65(영어: Cheongnyangni Stn. Lotte Castle SKY-L65)는 대한민국 서울특별시 동대문구 전농동에 위치한 마천루, 주상복합 아파트 단지이다. 청량리4구역에 최고 65층 주상복합 4개동과 오피스텔, 호텔, 업무시설, 쇼핑몰 등 랜드마크 타워 1개 동으로 구성된다. 지상 65층부터 지하 7층까지 있고 높이는 226.5m로 완공된 후 서울 동북권에서 가장 높은 건물이 되었고 동대문구에서 가장 높은 건물이 되었다. 래미안 첼리투스를 제치고 서울 한강 이북 지역에서 가장 높은 건물이 되었다. N서울타워는 서울의 한강 이북 지역에 위치하고 있고 청량리역 롯데캐슬 SKY-L65보다 높이가 더 높지만 구조물이므로 마천루 높이에 포함되지 않는다.

## 역사
2009년 청량리에 초고층 복합단지를 개발할 계획이었다. 2012년 조감도가 바뀌었고 2016년 조감도가 또 바뀌었고 2017년 조감도가 또 바뀌었다. 10월 분양이 끝나면 착공하여 2023년 완공되었다.

## 구성
최고 65층 주상복합의 주거 4개 동과 오피스텔, 업무시설, 호텔, 쇼핑몰 등 랜드마크 타워 1개 동이 들어섰다. 총 세대수와 주차대수는 아파트 1,425세대와 1,691대, 오피스텔 528세대와 312세대이다.
| 명칭                                    | 층수 | 높이 |
| --------------------------------------- | ---- | ---- |
| 청량리역 롯데캐슬 SKY-L65 A동           | 64층 | 223m |
| 청량리역 롯데캐슬 SKY-L65 B동           | 65층 | 226m |
| 청량리역 롯데캐슬 SKY-L65 C동           | 63층 | 219m |
| 청량리역 롯데캐슬 SKY-L65 D동           | 65층 | 226m |
| 청량리역 롯데캐슬 SKY-L65 랜드마크 타워 | 42층 | 185m |

## 높이
높이는 226.5m로 완공된 후 서울 동북권에서 가장 높은 랜드마크 타워, 초고층 고급 주상복합 아파트 건물이 되었다. 또한, 동대문구에서 가장 높은 아파트가 되었다. 래미안 첼리투스를 제치고 서울 한강 이북 지역에서 가장 높은 건물이 되었다. N서울타워는 서울의 한강 이북 지역에 위치하고 있고 청량리역 롯데캐슬 SKY-L65보다 높이가 더 높지만 구조물이므로 마천루 높이에 포함되지 않는다.

## 특징
SKY-L65는 스카이-L65라는 뜻인데 65층을 의미한다. 아파트 주변에는 상업시설이 있고 상업시설 주변에는 아파트가 있다.

## 갤러리

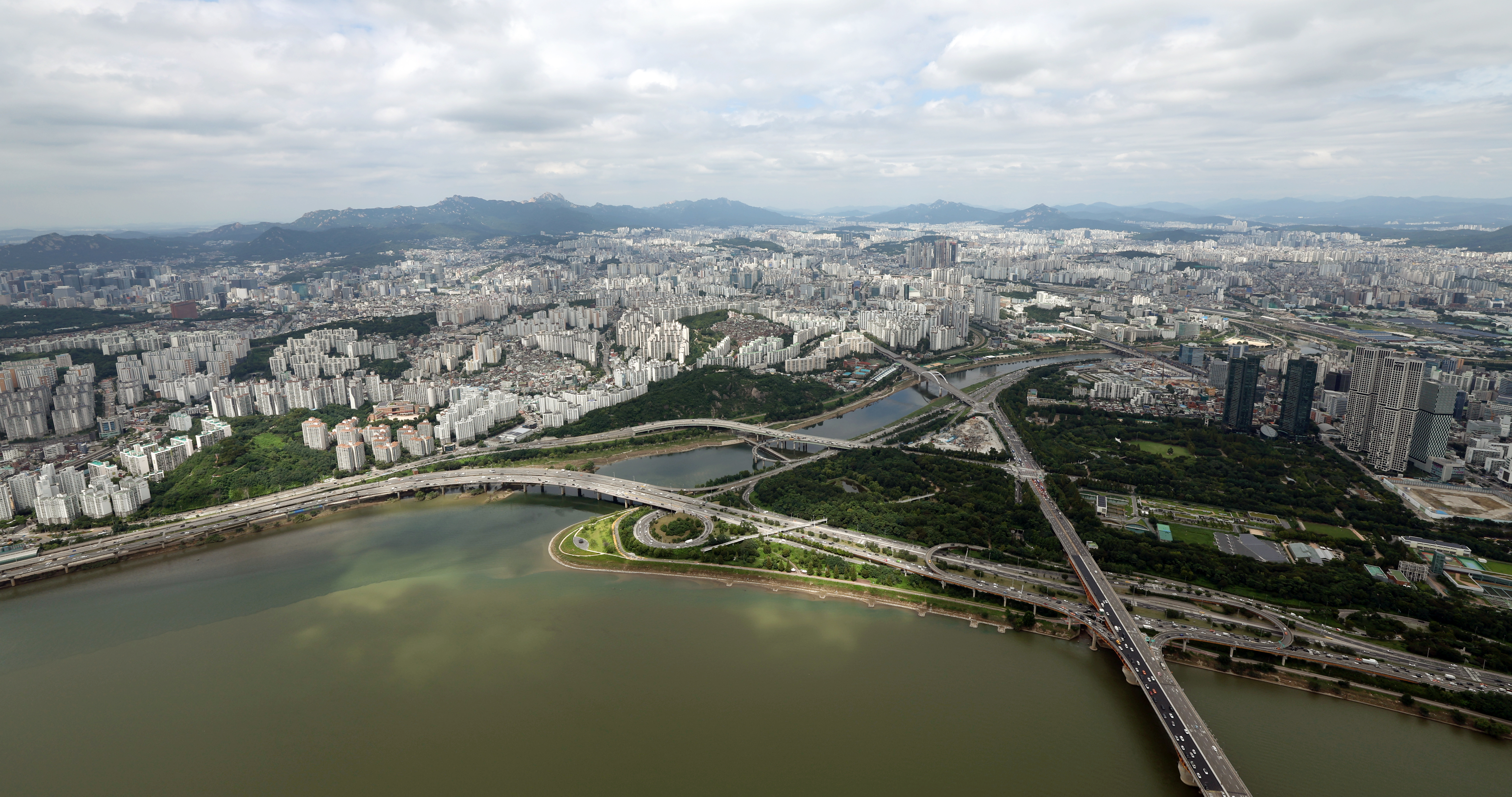
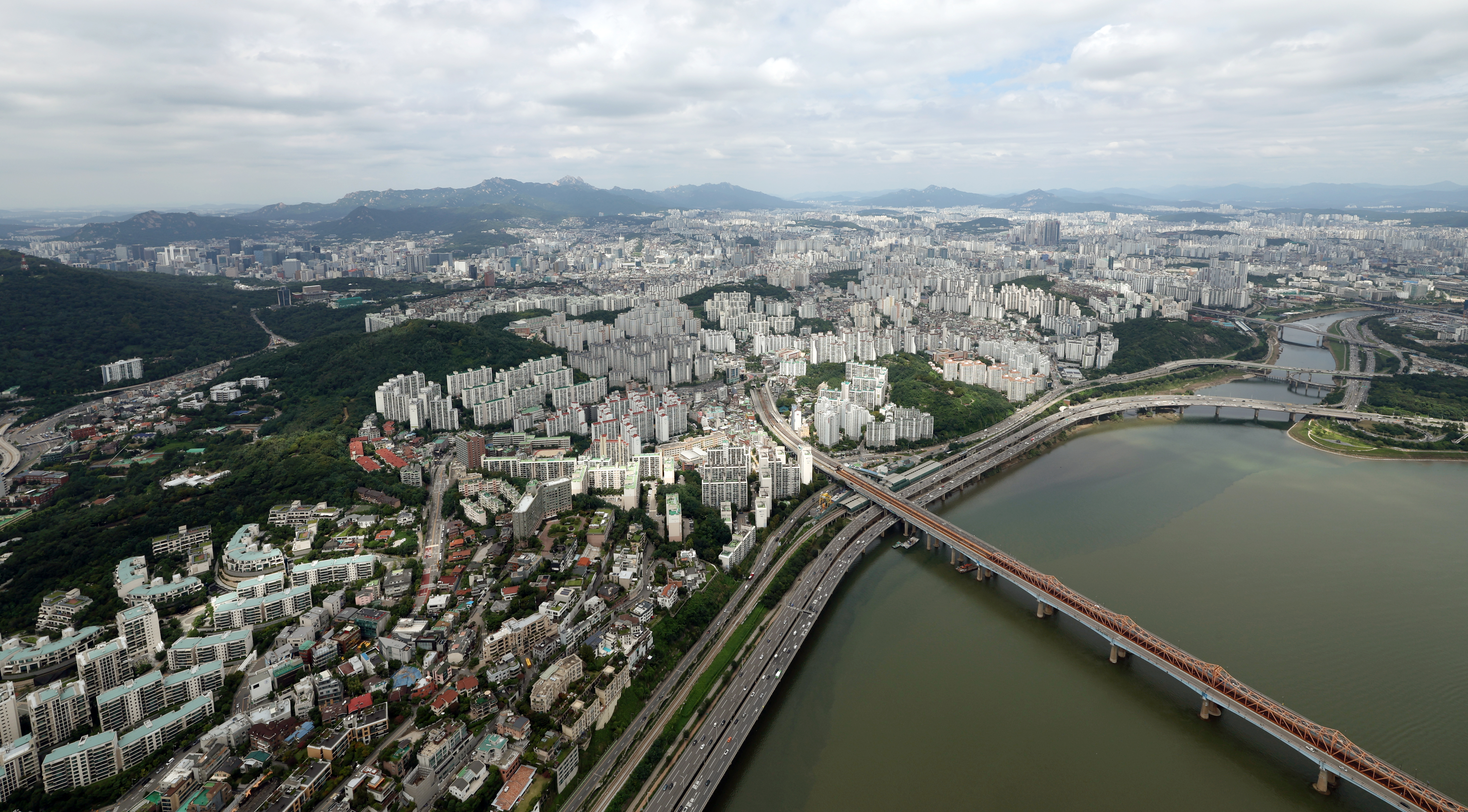
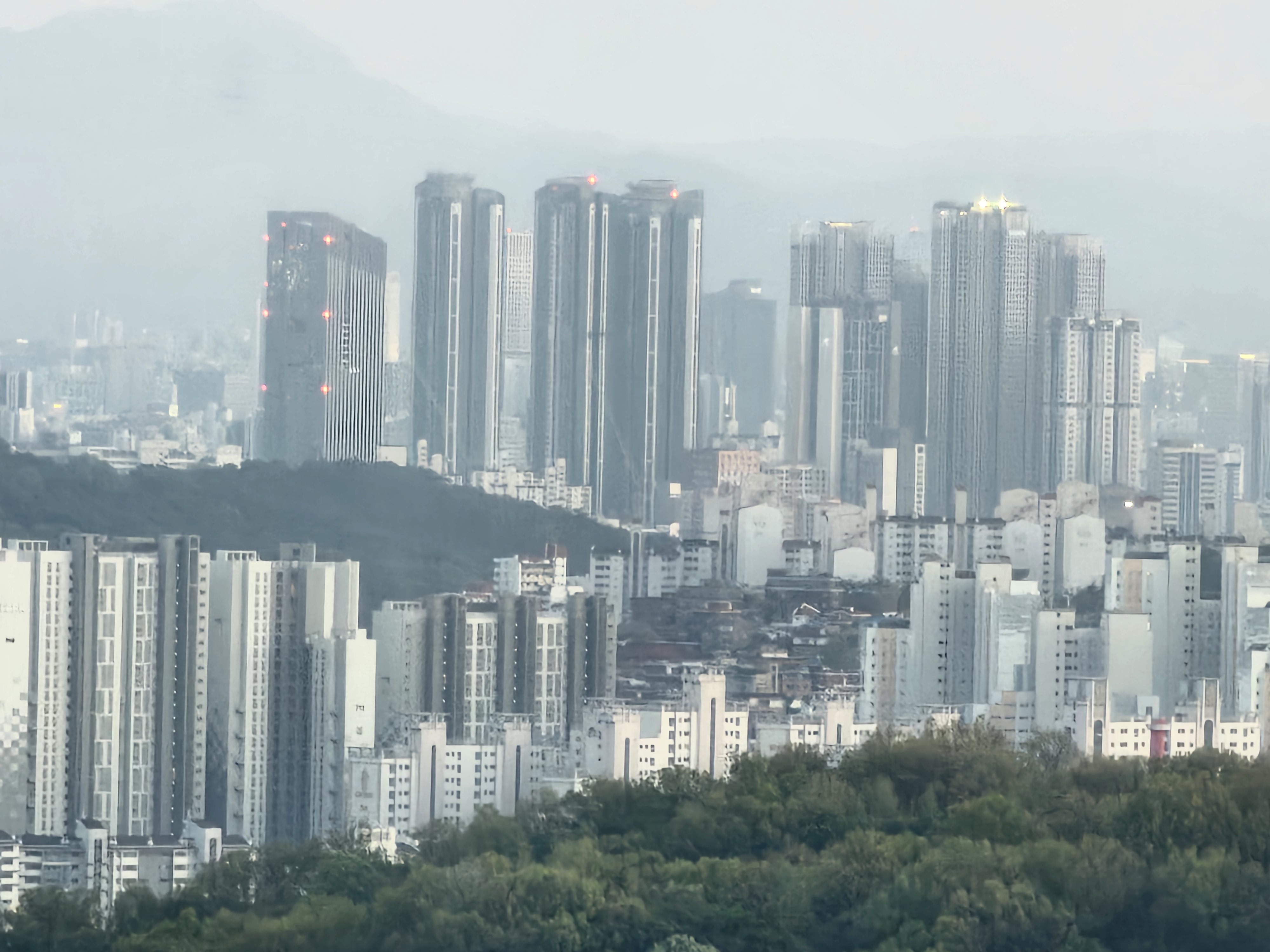

## 내부 시설

### A동
| 층수                | 시설                         |
| ------------------- | ---------------------------- |
| 46층 ~ 64층         | 아파트                       |
| 45층                | -                            |
| 44층                | 피난안전구역                 |
| 24층 ~ 43층         | 아파트                       |
| 23층                | 피난안전구역                 |
| 12층 ~ 22층         | 아파트                       |
| 4층 ~ 11층          | 임대                         |
| 3층                 | -                            |
| 2층                 | 임대, 판매시설               |
| 1층                 | 로비, 주민공동시설, 판매시설 |
| 지하 7층 ~ 지하 1층 | 지하주차장                   |

### B동
| 층수                | 시설                         |
| ------------------- | ---------------------------- |
| 46층 ~ 65층         | 아파트                       |
| 45층                | 피난안전구역                 |
| 25층 ~ 44층         | 아파트                       |
| 24층                | 피난안전구역                 |
| 12층 ~ 23층         | 아파트                       |
| 4층 ~ 11층          | 임대                         |
| 3층                 | -                            |
| 2층                 | 주민공동시설, 판매시설       |
| 1층                 | 로비, 주민공동시설, 판매시설 |
| 지하 7층 ~ 지하 1층 | 지하주차장                   |

### C동
| 층수                | 시설                         |
| ------------------- | ---------------------------- |
| 46층 ~ 63층         | 아파트                       |
| 45층                | 피난안전구역                 |
| 25층 ~ 44층         | 아파트                       |
| 24층                | 피난안전구역                 |
| 12층 ~ 23층         | 아파트                       |
| 4층 ~ 11층          | 임대                         |
| 3층                 | -                            |
| 2층                 | 주민공동시설, 판매시설       |
| 1층                 | 로비, 주민공동시설, 판매시설 |
| 지하 7층 ~ 지하 1층 | 지하주차장                   |

### D동
| 층수                | 시설                         |
| ------------------- | ---------------------------- |
| 46층 ~ 65층         | 아파트                       |
| 45층                | 피난안전구역                 |
| 25층 ~ 44층         | 아파트                       |
| 24층                | 피난안전구역                 |
| 12층 ~ 23층         | 아파트                       |
| 4층 ~ 11층          | 임대                         |
| 3층                 | -                            |
| 2층                 | 주민공동시설, 판매시설       |
| 1층                 | 로비, 주민공동시설, 판매시설 |
| 지하 7층 ~ 지하 1층 | 지하주차장                   |

### 랜드마크 타워
| 층수                | 시설             |
| ------------------- | ---------------- |
| 27층 ~ 42층         | 오피스텔         |
| 26층                | 피난안전구역     |
| 18층 ~ 25층         | 호텔             |
| 9층 ~ 17층          | 섹션오피스       |
| 7층 ~ 8층           | 호텔 로비        |
| 6층                 | 연회장           |
| 5층                 | 판매시설 등      |
| 지하 1층 ~ 지상 4층 | 판매시설(백화점) |
| 지하 8층 ~ 지하 2층 | 지하주차장       |

## 교통
- ● 수도권 전철 1호선, ● 수도권 전철 경의·중앙선, ● 수도권 전철 수인·분당선, KTX - 청량리역
- 청량리역 환승센터

## 같이 보기
- 청량리 588
- 대한민국의 마천루 목록
- 서울특별시의 마천루 목록